# 格雷丝·拉茨
格雷丝·拉茨（英語：Grace Latz，1988年2月21日—），美国女子赛艇运动员。她曾代表美国参加世界赛艇锦标赛，获得一枚金牌和一枚铜牌。她也曾参加2016年夏季奥林匹克运动会。